# Euantennaria arctica
Euantennaria arctica är en svampart som tillhör divisionen sporsäcksvampar, och som först beskrevs av Nikolai Nikolaevich Woronichin, och fick sitt nu gällande namn av Stanley John Hughes. Euantennaria arctica ingår i släktet Euantennaria, och familjen Euantennariaceae. Arten är reproducerande i Sverige.